# عين تونقة

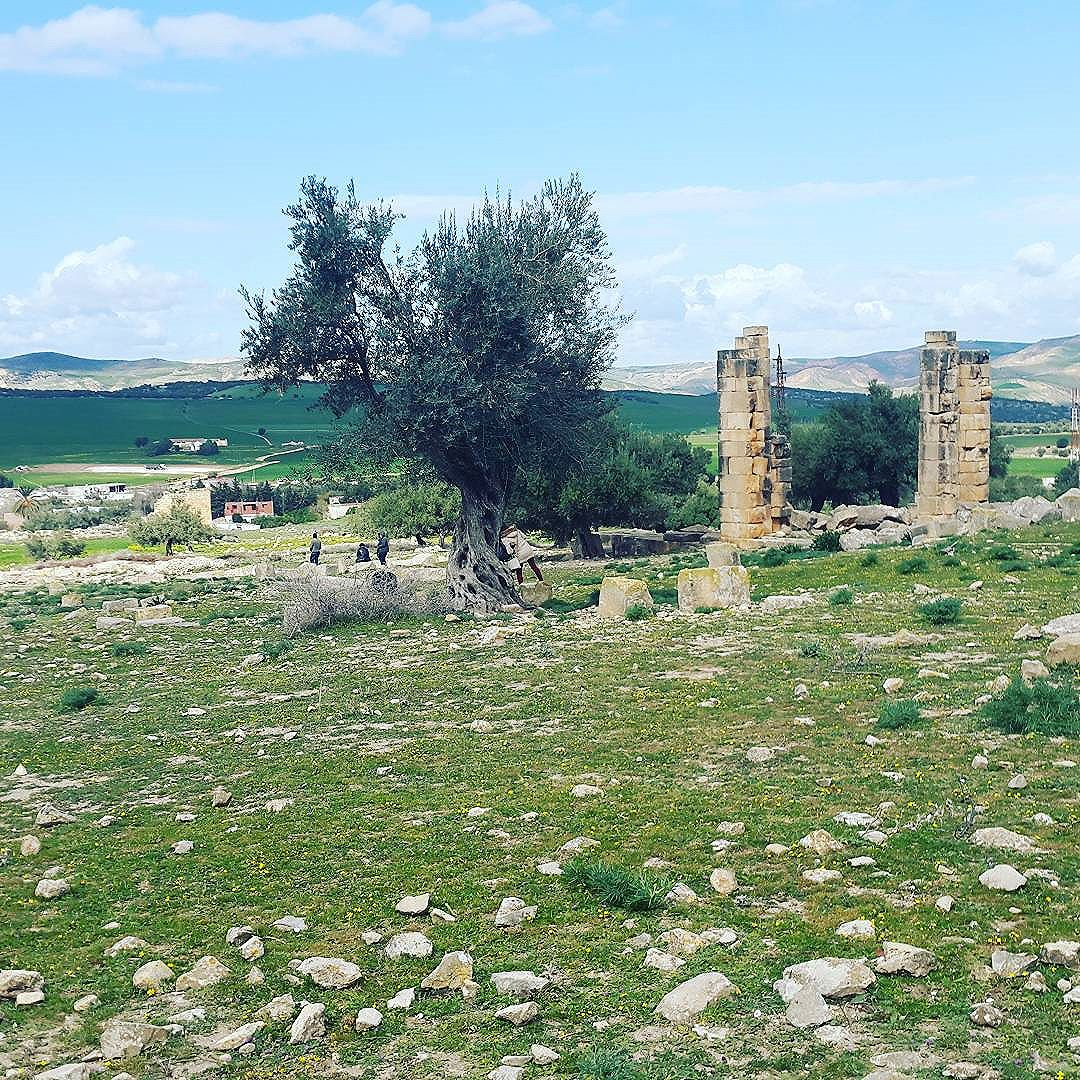
آثار متفرّقة في عين تونقة

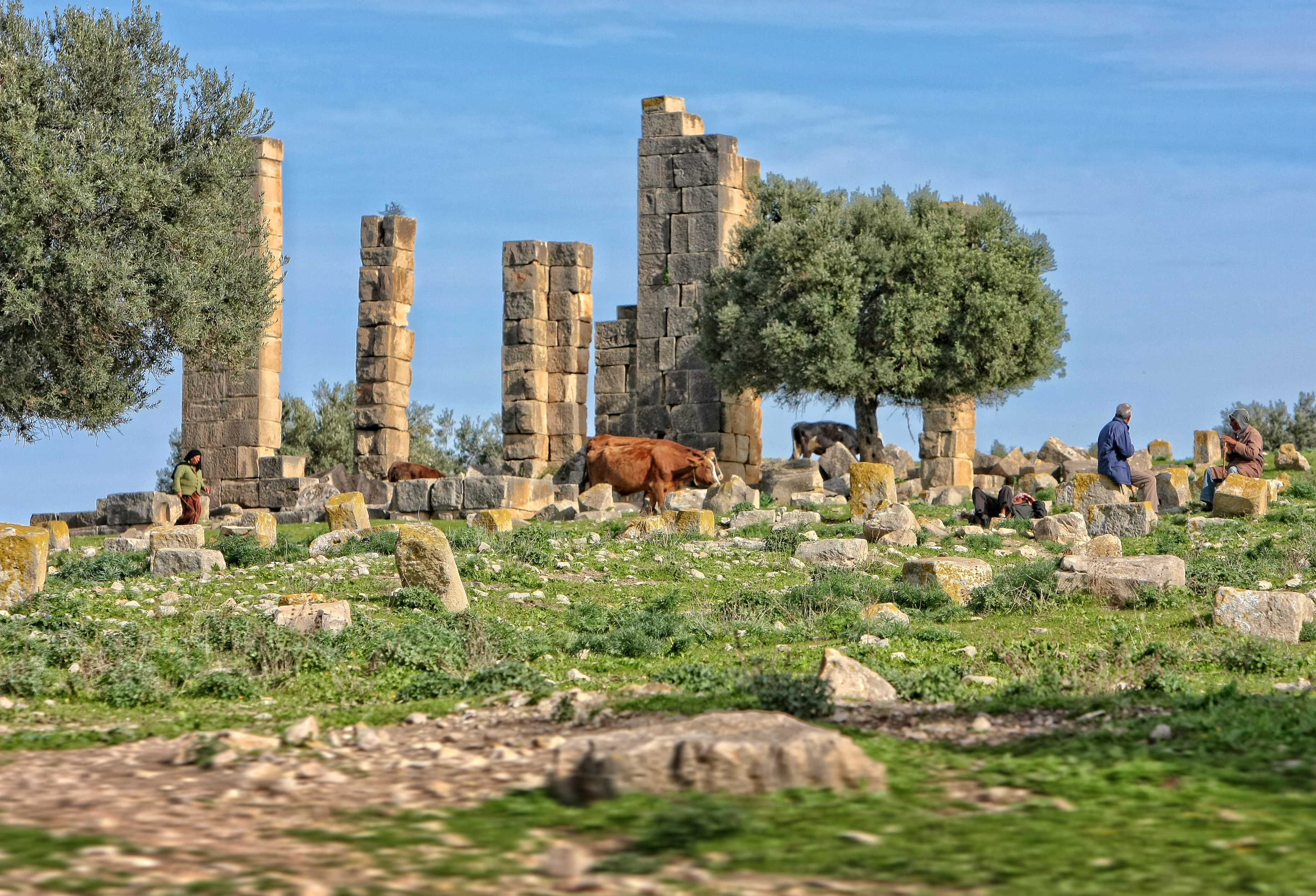
عين طنقة

عين تونقة أو عِينْ طُنْقة هي منطقة أثريّة تقع في معتمديّة تستور بولاية باجة، تبعد 88 كم عن تونس و11 كم عن تستور.
عرفت بالعين والجبل المنسوبين إلى اسمها وبآثارها العجيبة المتناثرة على سهولها والتي كانت تجمّعا سكنيّا نوميديّا قد يكون متأثرا بالثقافة البونيّة

## المعالم الاثرية
يوجد عين طنقة سبعة معالم أثرية مسجلة من قبل المعهد الوطني للتراث التونسية، وهي:
- الحصن البيزنطي
- الكنيسة الآثرية
- المسرح الآثري
- المعبد الروماني الكبير
- المعبد الصغير
- المواجل الرومانية
- قوس

## معرض الصور

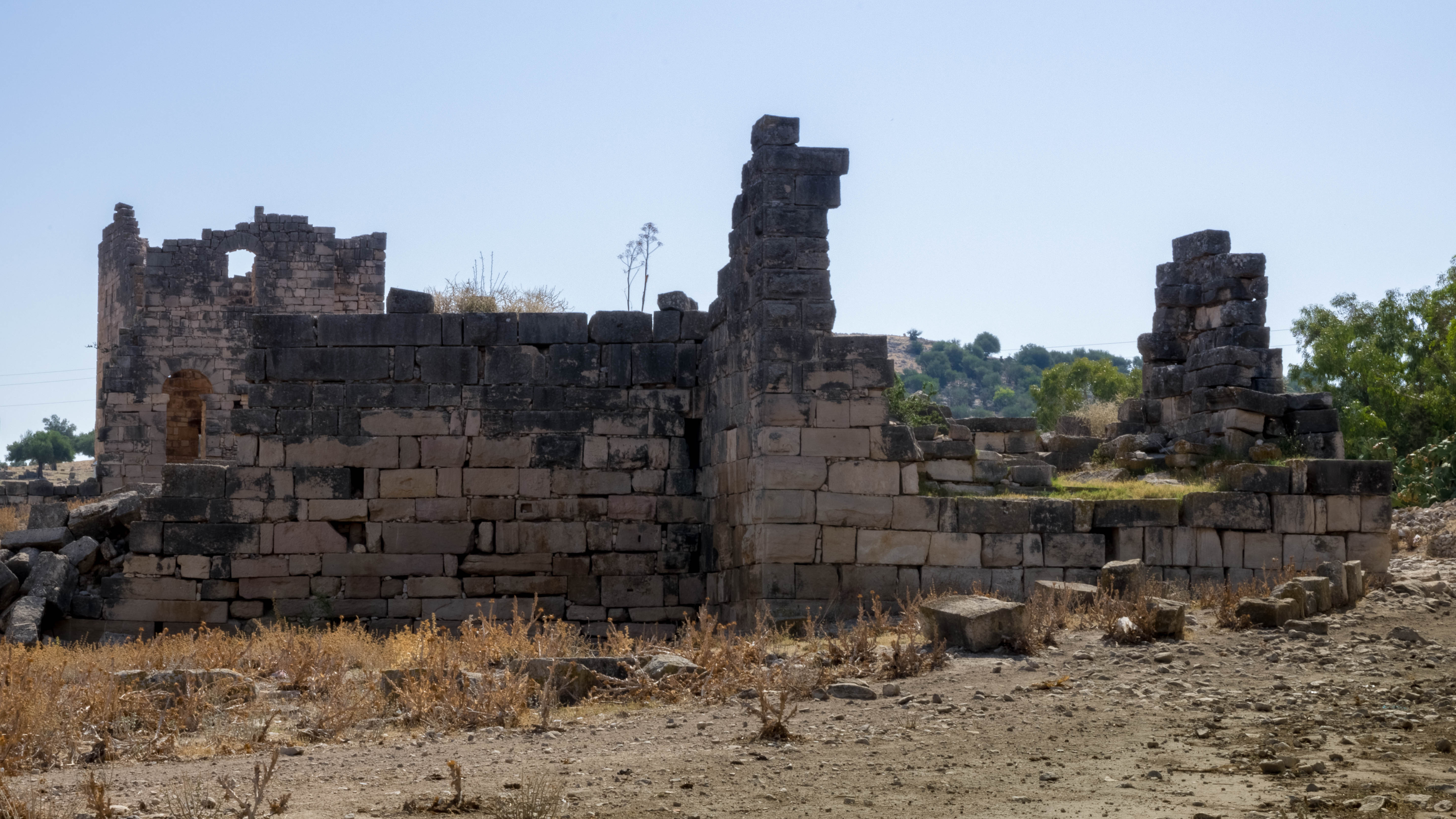
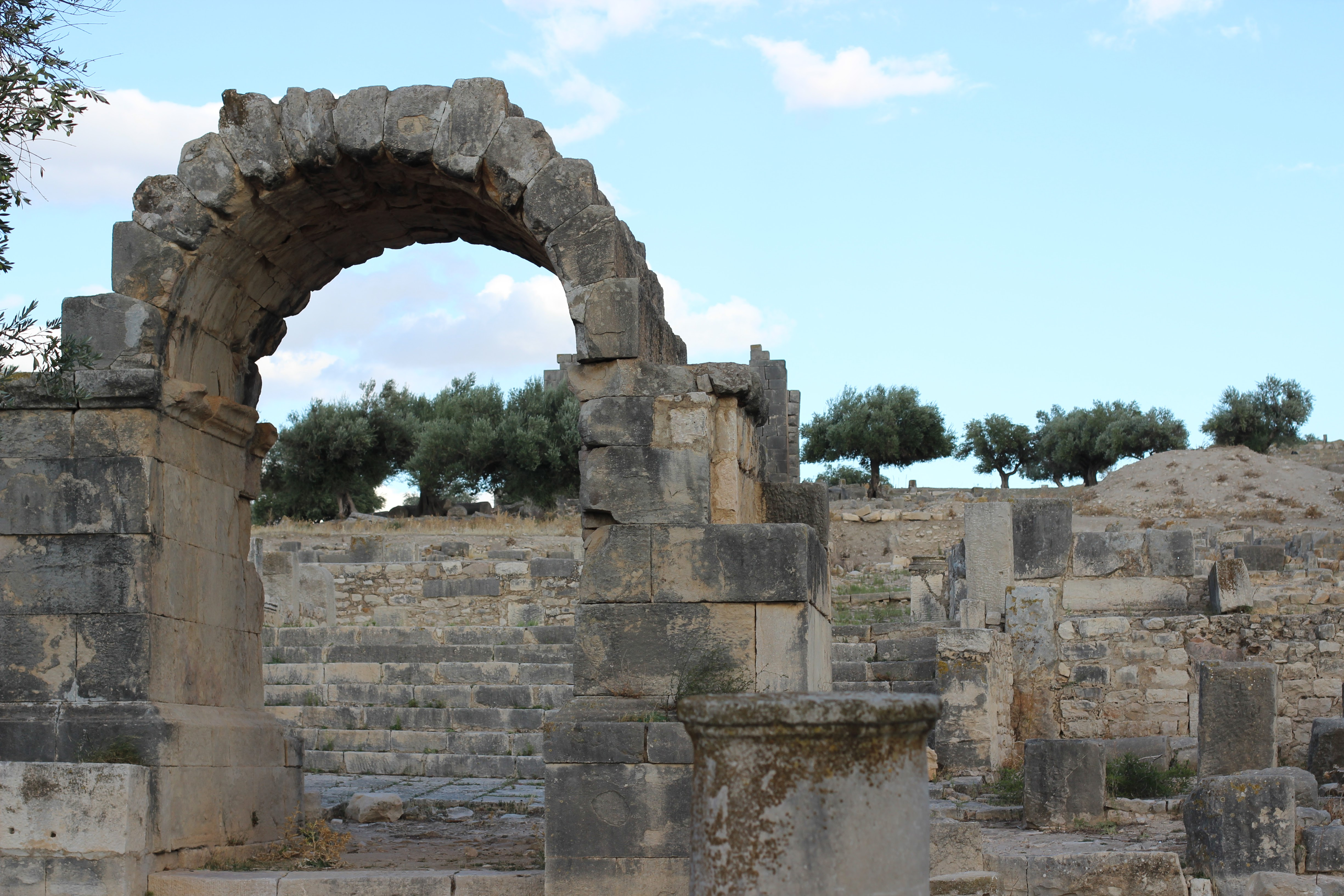
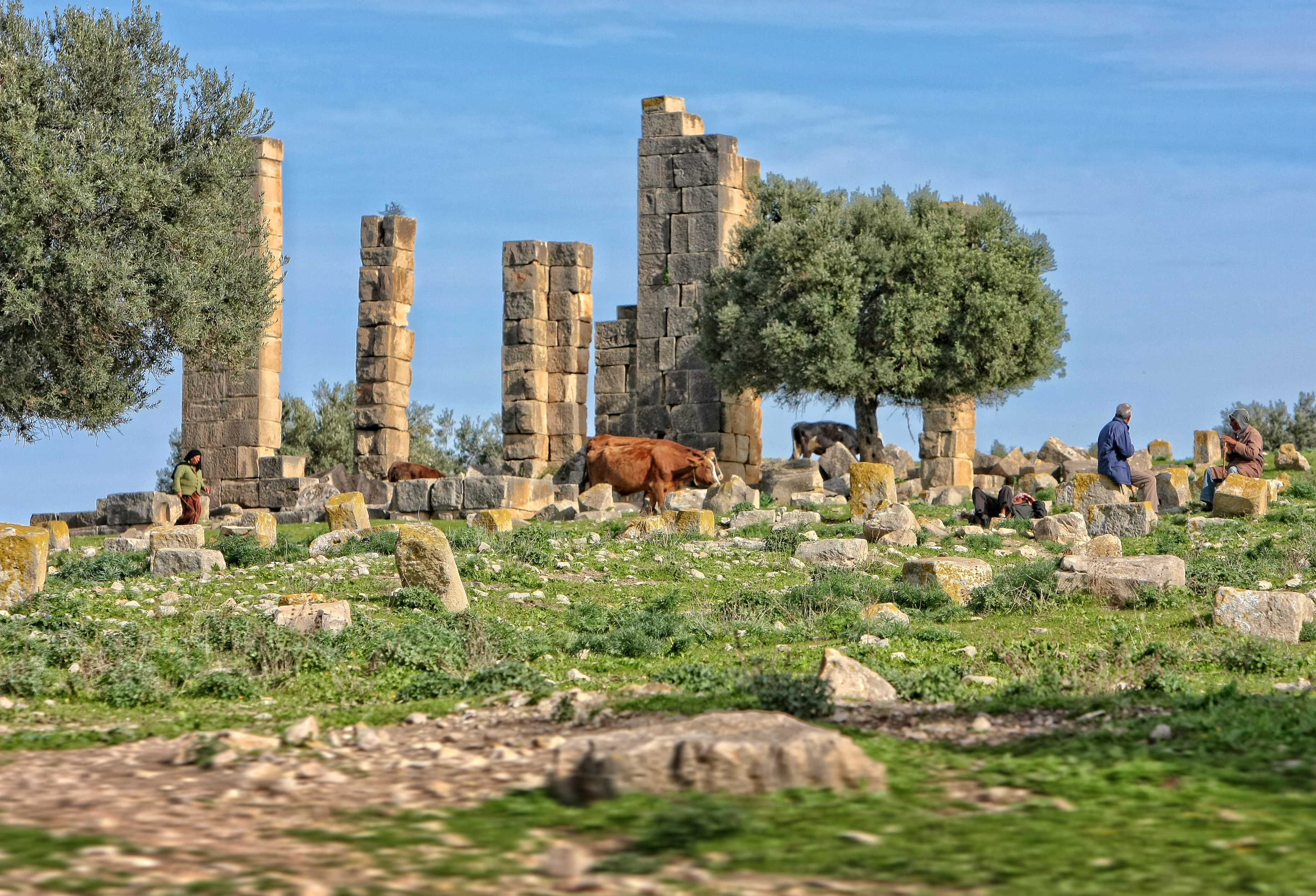
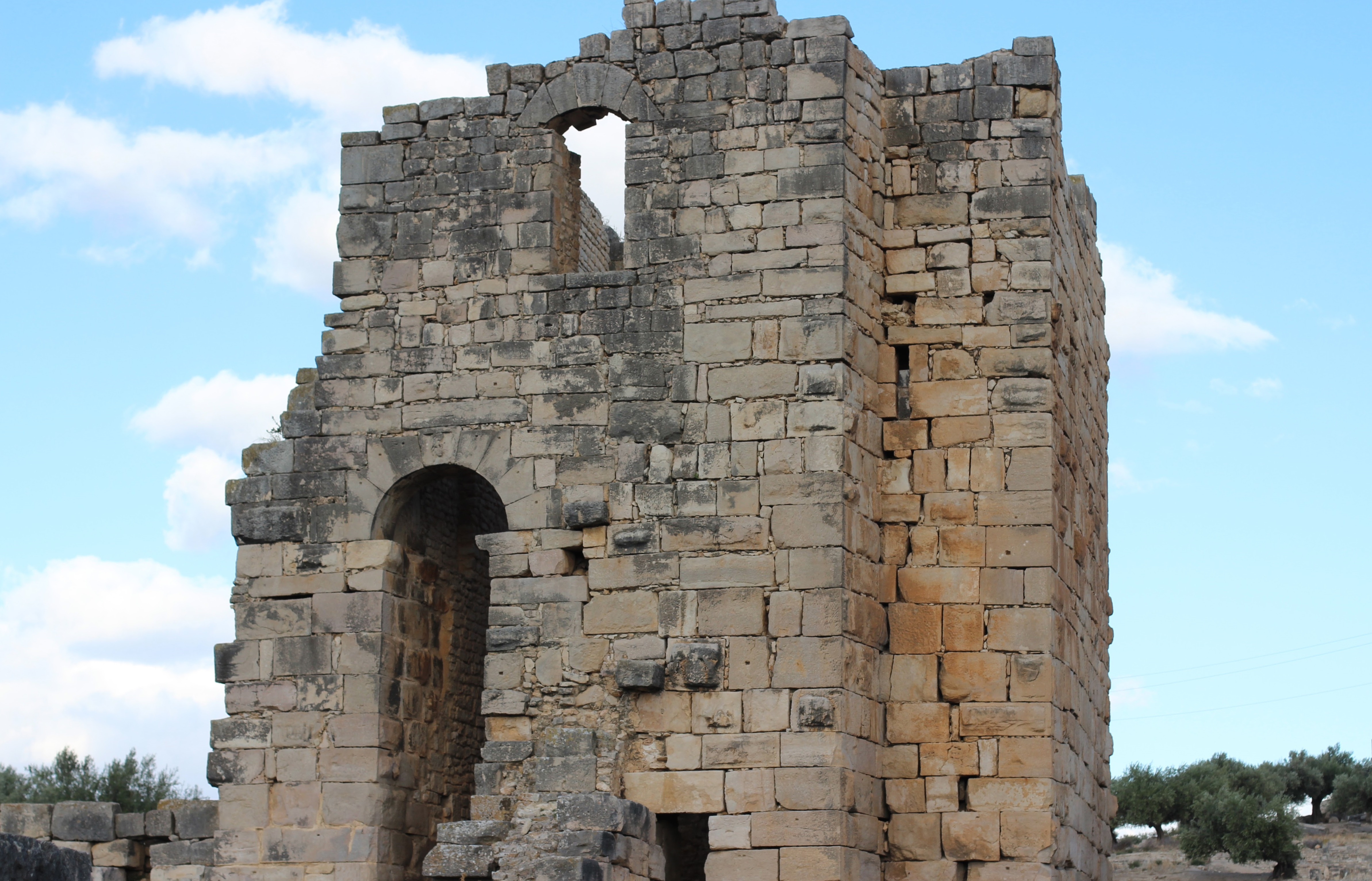
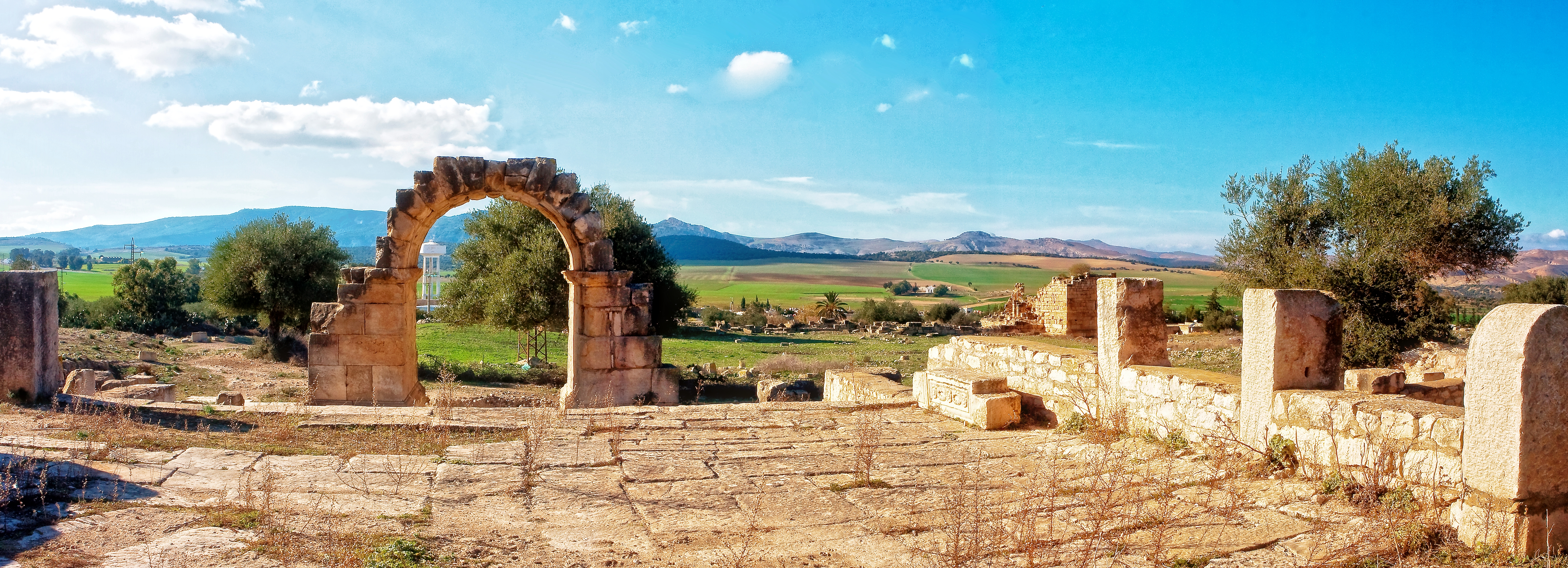
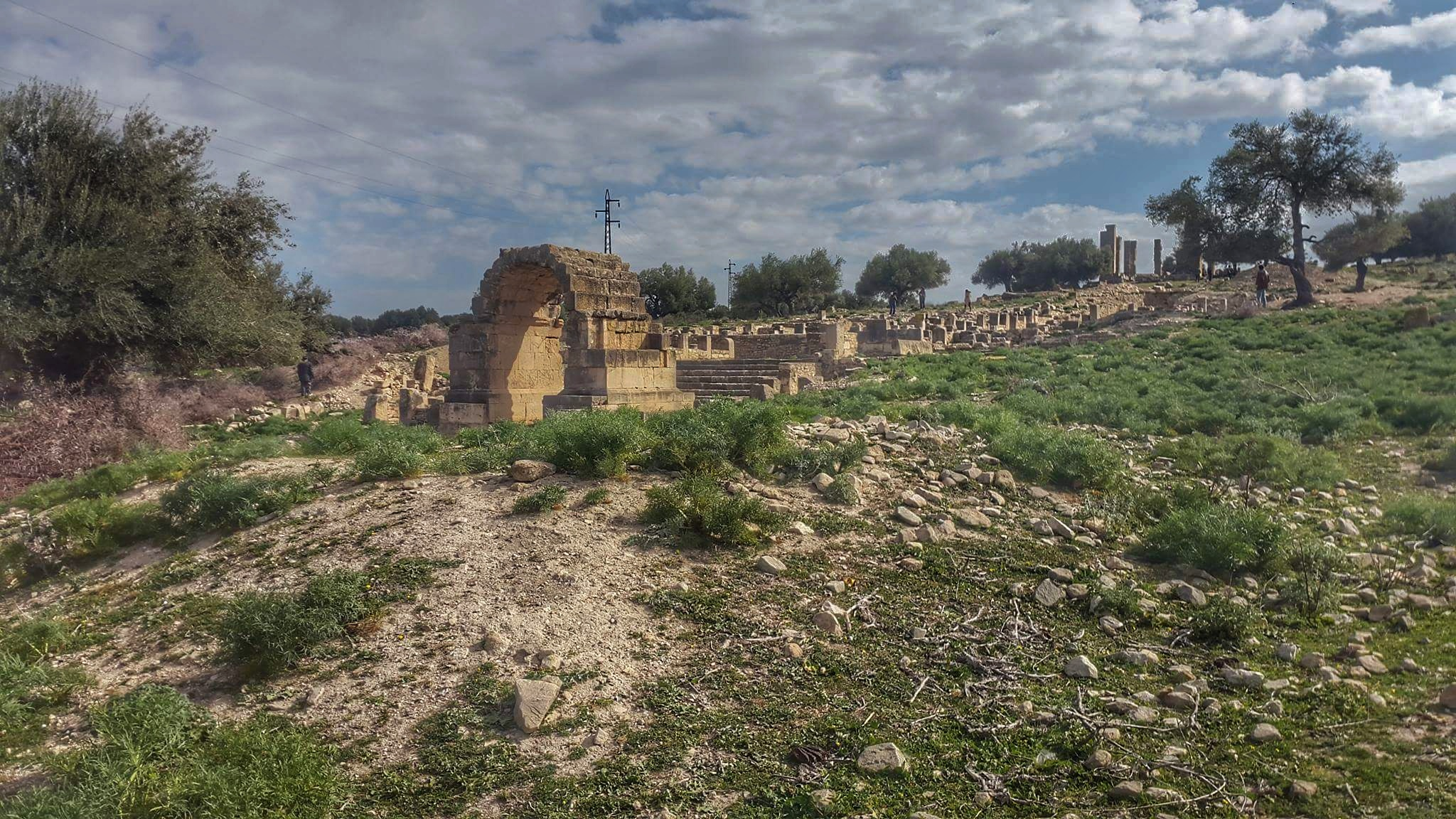